# John Bradburne
John Randal Bradburne, né le 14 juin 1921 à Skirwith (Culgaith) en Angleterre et mort assassiné le 5 septembre 1979 près de Mutoko (en), en Rhodésie du Sud, est un membre du Tiers-Ordre franciscain. Sa cause de béatification est actuellement en cours.

## Biographie
John Bradburne est né le 14 juin 1921 dans le Nord de l'Angleterre. Il est le fils d'un pasteur anglican, Thomas William Bradburne, et a deux frères et deux sœurs. Il est le cousin du dramaturge Terence Rattigan et un cousin éloigné de Lord Christopher Soames.
John Bradburne suit ses études secondaires dans la Gresham's School, une école du Norfolk, de 1934 à 1939. En 1939, il doit rentrer à l'université mais la Seconde Guerre mondiale éclate et il s'engage dans l'armée, au sein du 9e régiment de Gurkhas.
Envoyé en Malaisie, il combat contre les forces japonaises. Lors de la chute de Singapour, il arrive à s'enfuir et passe un mois dans la jungle avant d'être récupéré par un destroyer de la Royal Navy. Ce fait d'armes fait qu'on lui décerne la Military Cross.
Il rejoint ensuite la Birmanie, et sert dans les Chindits sous les ordres du général Orde Charles Wingate.

## Vie religieuse
Lors de son séjour en Malaisie, John Bradburne connaît une première révélation religieuse. Quand la guerre se termine, il rentre en Angleterre et décide de séjourner dans l'abbaye bénédictine de Buckfast, dans le Devon. Il se convertit au catholicisme en 1947. L'ordre des Bénédictins lui refuse cependant le droit de devenir moine.
Pendant seize ans, Bradburne va alors voyager à travers l'Angleterre, la France, l'Italie, la Grèce et le Proche Orient, avec uniquement un sac de voyage.
En Angleterre, il séjourne pendant sept mois dans un monastère de Chartreux. En Israël, il va participer à la communauté de Notre-Dame de Sion, qui cherche à convertir les juifs au catholicisme. Il est ensuite novice à Louvain pendant un an.
Après son départ de Louvain, il fait un pèlerinage à pied à Rome et occupe pendant un an la petite dépendance paroissiale d'un village montagnard, où il a la charge de l'orgue.
Il essaye ensuite de vivre en tant qu'ermite dans le parc national de Dartmoor, puis tente une nouvelle expérience dans l'abbaye bénédictine de Prinknash. Il finit par rejoindre le service de la cathédrale de Westminster en tant que sacristain.
Le cardinal Godfrey lui demande alors d'être l'homme à tout faire de son domaine de Hare Street House (en), dans le Cambridgeshire.
En 1956, John Bradburne rentre dans le Tiers-Ordre Franciscain le jour du Vendredi saint.
En 1962, il écrit à un ami jésuite installé en Rhodésie du Sud (aujourd'hui Zimbabwe) pour lui demander s'il y aurait là-bas une grotte où il pourrait prier. Son ami l'invite à le rejoindre en Afrique en tant que missionnaire.
Peu après son arrivée, John Bradburne déclare à un prêtre franciscain qu'il a fait trois vœux : aider les victimes de la lèpre, mourir en martyr et être enterré avec l'habit des Franciscains.
En 1969, il est envoyé par les missionnaires jésuites à la léproserie de Mutemwa à Mutoko, située à 
143 km de Salisbury (aujourd'hui Harare).
En juillet 1979, pendant la guerre du Bush de Rhodésie du Sud, les autorités lui demandent d'évacuer la léproserie mais Bradburne refuse et affirme qu'il veut rester auprès de ses patients lépreux.
Le 2 septembre 1979, les rebelles prennent possession du lieu et l'accusent d'être un espion. Il est pris en otage puis tué le 5 septembre.

## Béatification
En juillet 2001, le prêtre franciscain Paschal Slevin a présenté une demande auprès de l’archevêque de Harare pour une enquête en canonisation de John Bradburne. D'après le père Paschal Slevin : « je n'ai aucun doute que John est mort en martyr, à cause de sa détermination à servir ses frères, les lépreux. Si son martyre est reconnu, son procès en canonisation pourra aller assez vite ». Une messe est célébrée à Mutemwa chaque année, attirant environ 25 000 personnes à chaque fois. En 2019, une messe célébrant le quarantième anniversaire de sa disparition a été célébrée dans la cathédrale de Westminster à Londres.
Le 1er juillet 2019, la Congrégation pour la cause des saints à Rome a publié un nihil obstat pour que la cause de béatification se poursuive. En 2020, John Bradburne a reçu le titre de serviteur de Dieu.

## Œuvre poétique
John Bradburn laisse derrière lui près de 6 000 poèmes.